# Como animales (álbum de Guasones)
Como animales es el 3º CD de estudio de la banda argentina Guasones. El disco fue grabado y mezclado por Guasones y Gustavo Gauvry en 2003. El disco está compuesto por catorce temas.

## Lista de canciones
Todas las canciones escritas y compuestas por Facundo Soto y José Tedesco, excepto lo indicado. 
| Como animales |                                         |          |  |
| N.º           | Título                                  | Duración |  |
| 1.            | «Sueños son»                            | 3:43     |  |
| 2.            | «Fuera de mi país»                      | 2:48     |  |
| 3.            | «My love»                               | 4:54     |  |
| 4.            | «Estrellas»                             | 4:31     |  |
| 5.            | «No quiero»                             | 4:08     |  |
| 6.            | «Todavía»                               | 3:52     |  |
| 7.            | «Estupendo día»                         | 3:49     |  |
| 8.            | «Amaneciendo»                           | 4:04     |  |
| 9.            | «Eso estaba bien»                       | 2:55     |  |
| 10.           | «A mi lado»                             | 2:54     |  |
| 11.           | «Me muero»                              | 4:14     |  |
| 12.           | «Baila, baila»                          | 3:11     |  |
| 13.           | «Decime la verdad» (F. Soto/M. Bonetto) | 3:42     |  |
| 14.           | «Es tarde»                              | 4:50     |  |
| 53:42         |                                         |          |  |